# Корлето-Монфорте
Корлето-Монфорте (італ. Corleto Monforte) — муніципалітет в Італії, у регіоні Кампанія, провінція Салерно.
Корлето-Монфорте розташоване на відстані близько 300 км на південний схід від Рима, 110 км на південний схід від Неаполя, 60 км на південний схід від Салерно.
Населення — 599 осіб (2014).
Щорічний фестиваль відбувається 10 липня. Покровитель — Santa Barbara.

## Демографія
Населення за роками:

Станом на 1 січня 2023 року в муніципалітеті офіційно проживало 19 іноземців з 6 країн, серед них 13 громадян країн Євросоюзу.

## Сусідні муніципалітети
- Аулетта
- Петіна
- Полла
- Рошиньо
- Сакко
- Сан-П'єтро-аль-Танагро
- Сан-Руфо
- Сант'Анджело-а-Фазанелла
- Сант'Арсеніо
- Теджано